# Yowrie River
Der Yowrie River ist ein Fluss im Südosten des australischen Bundesstaates New South Wales.

## Geographie
Der Fluss entspringt im Zentrum des Wadbilliga-Nationalparks an den Osthängen der Great Dividing Range. Er fließt nach Norden durch die Kleinstadt Yowrie und mündet im nördlichen Teil des Parks, etwa sieben Kilometer nördlich von Yowrie, in den Wadbilliga River.

### Nebenflüsse mit Mündungshöhen
Nebenflüsse des Yowrie River sind:
- Trapyard Creek – 243 m